# Lalo Kubala
Lalo Kubala és el pseudònim d'Eduardo Jiménez Pérez (València, 1964), un humorista gràfic que publica setmanalment a la revista satírica El Jueves, editada a Barcelona, des d'abril del 1999.

## El Jueves
La primera sèrie setmanal amb la qual Lalo Kubala va iniciar la seva col·laboració amb el setmanari d'humor es titulava «Umberto Cebolla y los grandes inventos de la Humanidad», que ocupava mitja pàgina i va romandre fins a la tardor del 2000. Li va seguir «Leyendas Urbanas», una sèrie basada en el llibre homònim d'Antonio Ortí i Josep Sampere, i ocupava una pàgina sencera. Aquesta sèrie es va mantenir fins a la tardor del 2001. Des de llavors es va centrar en la seva sèrie definitiva, «Los bonitos recuerdos de Palmiro Capón». Palmiro Capón ja havia estat publicat anteriorment a altres publicacions underground, com el fanzine "Kovalski Fly".
També a El Jueves publica esporàdicament, sobretot a números especials, pàgines temàtiques protagonitzades per «Federico Ventosa».

## Publicacions
A banda de recopilacions de la seva obra publicades per fanzines en els 90, hi ha tres àlbums seus, editats per Ediciones El Jueves:
- El coleccionista de uñas, a la col·lecció «Nuevos pendones del humor».
- El Jueves y los 70. Los mejores años de tu vida, en format butxaca a mitges amb RBA. I, malgrat el canvi de format, és la continuació d'El coleccionista de uñas.
- Federico Ventosa, Ventosidades Urbanas, que forma part de la col·lecció «Los inéditos del Jueves», que es regalava amb la revista a l'estiu del 2006.
- Los Bonitos Recuerdos de Palmiro Capón, a la col·lecció «Luxury Gold Collection», apareguda com a col·leccionable als quioscos i que continua les aventures de Palmiro Capón des d'on van quedar en El Jueves y los 70.
- Un Capón nunca se rinde, exemplar de tapa dura publicat en juny de 2010, que continua recopilant les historietes de Palmiro Capón.